# Odiel Defraye
Odiel Defraye (também conhecido como Odile) (Bélgica, 14 de junho de 1888 – Bierges, Wavre, Bélgica, 21 de agosto de 1965) foi um ciclista belga.
Ele foi campeão no Tour de France 1912 e Tour de France 1913.